# 무라카미모토정
무라카미모토정(村上本町)은 니가타현 이와후네군에 있던 정이다. 

## 역사
- 1889년 4월 1일 - 정촌제 시행에 의해 이와후네군 무라카미모토정이 성립하였다.
- 1946년 6월 1일 - 무라카미정과 합병해, 새로운 무라카미정이 신설되어 소멸하였다.

## 참고문헌
- 『角川日本地名大辞典』15 新潟県
- 『市町村名変遷辞典』東京堂出版、1990年。